# Amerikaanse wolf
De Amerikaanse wolf of timberwolf (Canis lycaon) is een soort die soms wordt beschouwd als een ondersoort van de wolf (Canis lupus). Recente onderzoeken wijzen er echter op dat de soort mogelijk een apart onderscheidbare soort vormt die nauw verwant is aan de rode wolf (Canis rufus).

## Voorkomen
De soort komt voor in het Algonquin Provincial Park in de Canadese provincie Ontario en trekt soms ook door de aangrenzende provincie Quebec. Mogelijk komt de soort ook voor in de Amerikaanse staat Minnesota en de Canadese provincie Manitoba. Historisch gezien zou de soort ook kunnen hebben geleefd in andere delen van de Verenigde Staten, maar nadat de Europeanen het gebied koloniseerden werden de wolven veelal uitgeroeid. Het aantal wilde exemplaren is onbekend.

## Kenmerken
De Amerikaanse wolf is kleiner dan de gewone wolf. Het heeft een grijsbruine vacht en is aan de achterzijde en zijzijdes bedekt met lange zwarte haren. Achter de oren is de vacht licht roodachtig. Het dier is ook magerder dan de gewone wolf en lijkt qua uiterlijk een beetje op een coyote. Dit komt doordat de wolven en coyotes in het park vaak paren, waardoor hybride vormen ontstaan. De Commissie over de status van wilde dieren in Canada (COSEWIC) heeft verklaard dat deze hybridisering een gevaar vormt voor de achteruitgang van de populaties van de Amerikaanse wolven.

## Leefwijze
De wolvensoort jaagt op witstaartherten, elanden, haasachtigen en knaagdieren en volgens sommige berichten ook op de Amerikaanse zwarte beer. Uit onderzoek in het park bleek dat witstaartherten, elanden en bevers elk ongeveer een derde van het menu uitmaken en overige soorten slechts voor 1% meetelden. In de zomer jaagt de Amerikaanse wolf meer op de Canadese bever en in de winter meer op witstaartherten.